# Młode Włochy

Flaga (jedność, siła i wolność!!)

Młode Włochy (włos. La Giovine Italia) – radykalny ruch założony wiosną 1831 przez Giuseppe Mazziniego. Dążył do zjednoczenia państwa poprzez powstanie ludowe i powołania liberalnej republiki. 
W czerwcu 1831 Mazzini napisał wytyczne dla organizacji, a wkrótce do ruchu dołączyły grupy z Genui, Toskanii, Romanii i Umbrii. W 1833 ruch liczył już około 60 tysięcy członków. 
W celu propagowana idei ruchu w latach 1832-1834 Mazzini wydawał czasopismo „Młode Włochy”. Później zdecydował się prezentować swoje poglądy w różnych pismach.
W ruchu występowały dwie kategorie członków, o różnym stopniu wtajemniczenia.
W 1833 Młode Włochy próbowały wywołać rewolucję w Piemoncie należącym do Królestwa Sardynii, ale konspiracja spotkała się z krwawymi represjami, a sam Mazzini zmuszony był uciec do Szwajcarii. W 1834 założył tam organizację Młoda Europa.

## Literatura
- Józef Andrzej Gierowski - „Historia Włoch”, Wrocław 2003, ISBN 83-04-04674-1